# Madey Ridge
Madey Ridge är en bergstopp i Antarktis. Den ligger i Västantarktis. Argentina, Chile och Storbritannien gör anspråk på området. Toppen på Madey Ridge är 990 meter över havet.
Terrängen runt Madey Ridge är platt åt nordväst, men åt sydost är den kuperad. Terrängen runt Madey Ridge sluttar västerut. Trakten är obefolkad. Det finns inga samhällen i närheten. 